# Mikvé de Montpellier
Le mikvé de Montpellier est un ancien édifice médiéval destiné à la pratique du bain rituel juif à Montpellier. Le mikvé est situé au cœur de l'ancien quartier juif de la ville. Les premières traces architecturales des bains datent du 12e siècle. Après avoir été abandonné et transformé en puits et en cave, le mikvé est redécouvert au début des années 1980. Conservé et étudié depuis cette date, il est considéré par des spécialistes comme l'un des plus anciens et des mieux conservés d'Europe. 

## Histoire
Expulsés d'Andalousie après la prise de pouvoir par les almohades aux alentours de 1140, de nombreuses familles juives émigrent depuis la péninsule Ibérique et s'installent dans la ville marchande de Montpellier,. Au cours du XIIe siècle, une importante communauté juive se constitue donc dans la ville et apporte un certain rayonnement intellectuel par la présence d'érudits et de médecins. Vivant dans un quartier communautaire comptant entre 500 et 1000 personnes, les juifs montpelliérains construisent différents bâtiments nécessaires à leur vie religieuse et sociale. Un bain traditionnel, le mikvé, est alors construit durant cette période.
Le mikvé est utilisé par la communauté juive du 12e au 14e siècle,. À partir de 1306 et l'expulsion des juifs du royaume de France décidée par Philippe le Bel, le mikvé est démantelé. Le bassin est conservé comme puits puis se perd progressivement avec la construction des maisons aux siècles suivants. Cet espace est notamment utilisé comme cave, notamment une cave à charbon.
Des éléments du mikvé sont redécouverts au début des années 1980. L'édifice est restauré puis inauguré en 1985. Entré en possession de la ville, l'édifice est classé aux monuments historiques en 2004.

## Description architecturale et archéologique
L'élément central du mikvé de Montpellier est pièce disposant d'un bassin rempli d'eau. Il est creusé directement dans le rocher de grès et se situe environ 5 mètres sous la chaussée moderne. 
L'eau du mikvé provient des nappes phréatiques, constamment renouvelée grâce à un petit orifice,. Elle n'est pas touchée par un être humain avant de remplir le bassin, ce qui lui confère son caractère de pureté rituelle. 
Un court escalier de sept marches permet d'entrer dans le bassin,. Une pièce permettant de déshabiller se trouve à côté du bain, légèrement en surplomb. Les deux pièces sont séparées par une colonnette romane. 
Sur le plan architectural, Les experts estiment que le mikvé est construit dans le style ayyoubide. 
En plus du complexe bassin - déshabilloir, d'autres éléments constituent le mikvé sur une superficie d'environ 100 mètres carrés,. Les spécialistes ont notamment mis au jour une grande pièce dotée d'une voûte en berceau, une salle d'étude rabbinique et une cave à vin.  
Un second bassin circulaire se trouve également dans l'espace du mikvé,. D'une profondeur d'environ 60 centimètres et d'un diamètre d'environ 3 mètres 40, le rôle de ce bassin est mal compris par les experts. Il pourrait avoir eu un rôle hygiénique et non rituel (bassin principal) ou avoir servi à la production vinicole.
Les plus anciennes traces archéologiques du mikvé sont estimées du 12e siècle. Des fragments de céramiques syriennes datant de cette époque ont également été retrouvés.
Des dallages du XIIe et du XIIIe siècle ont été mis au jour lors de campagnes de fouilles.

Mikvé de Montpellier
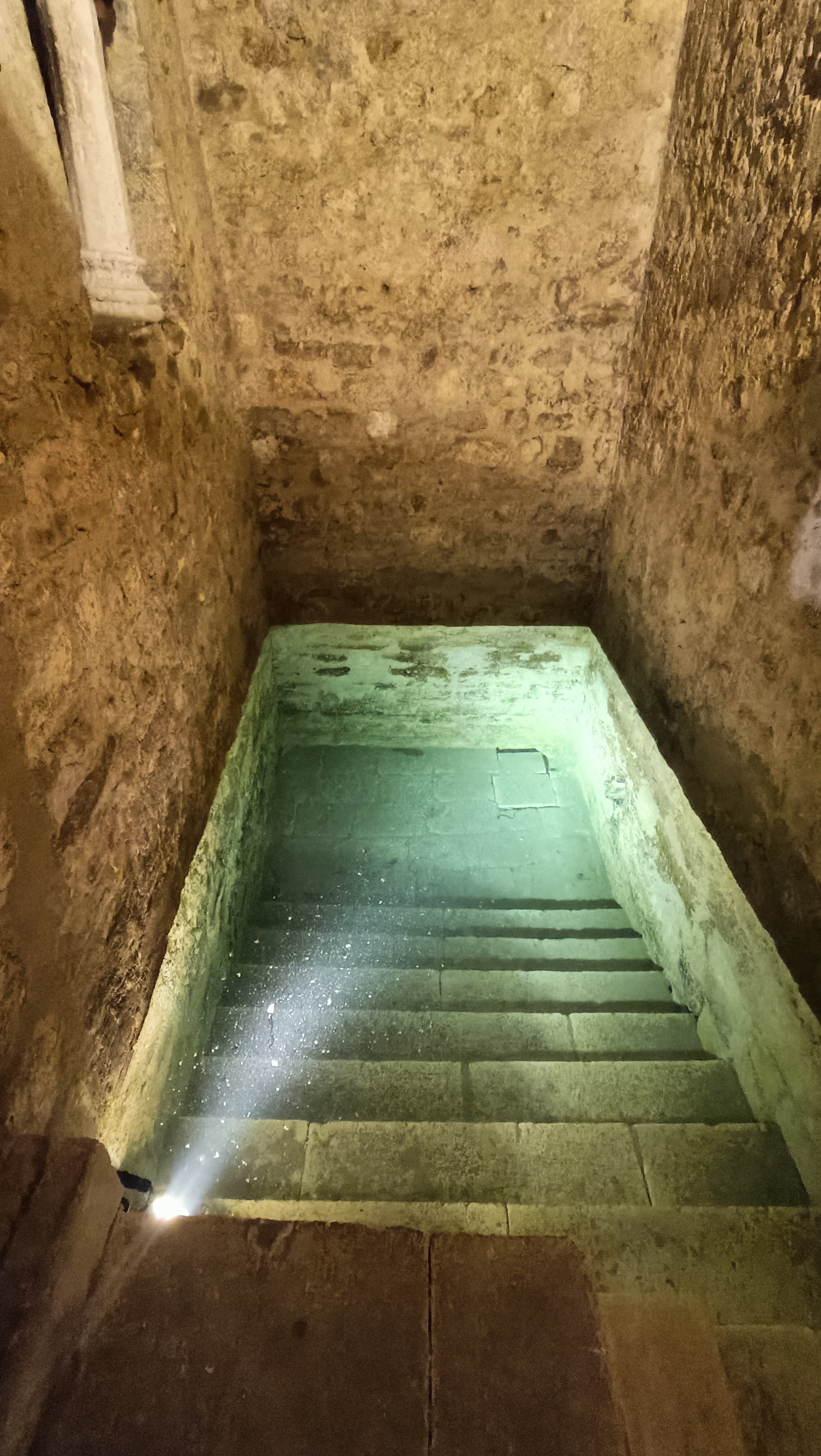
Vue sur le bassin principal et l'escalier du mikvé de Montpellier.
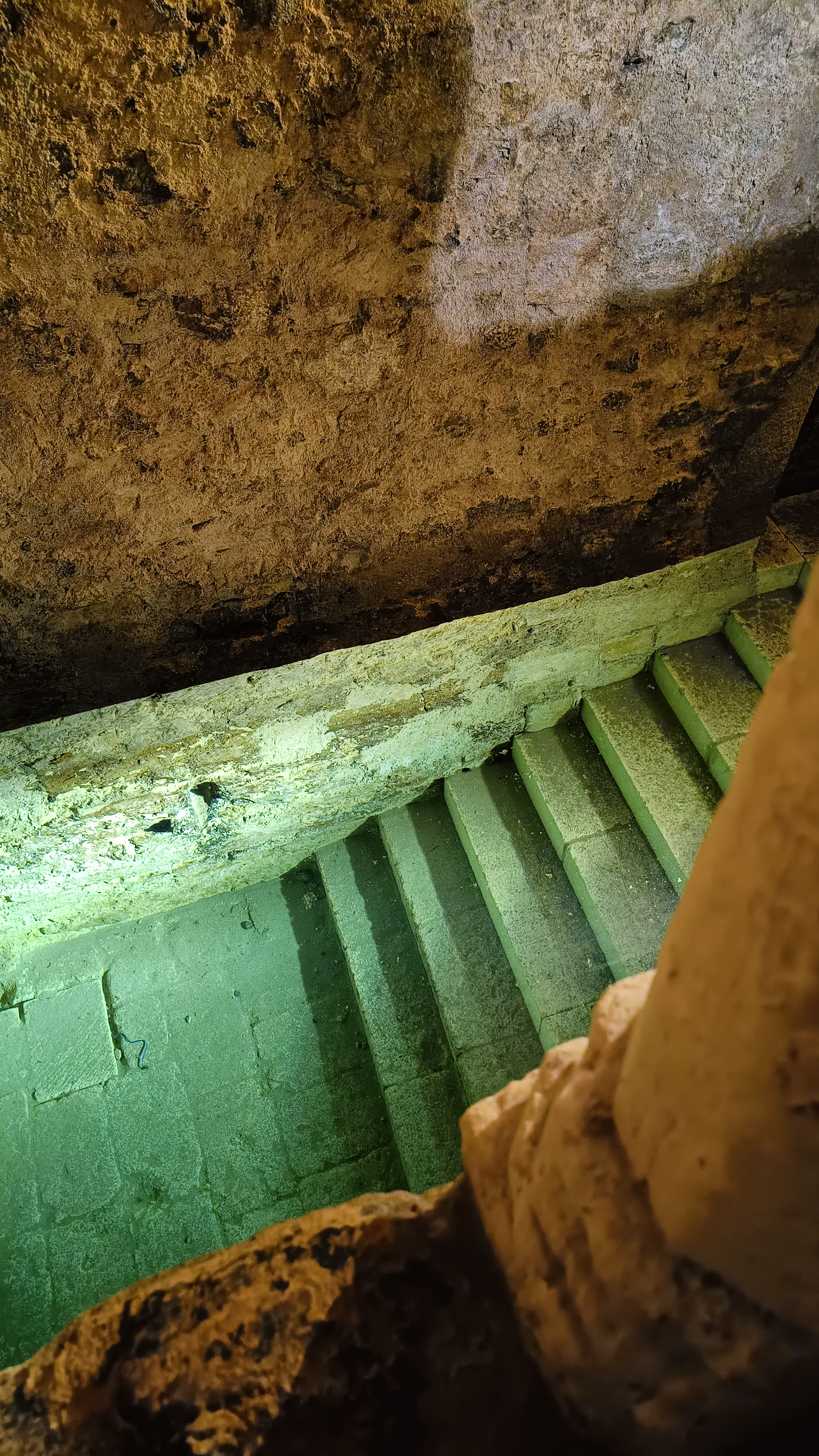
Vue sur l'escalier et une partie du bassin principal du mikvé de Montpellier.

## Conservation et études archéologiques
Au début du XIVe siècle, le mikvé est abandonné et partiellement détruit par la population montpelliéraine,. D'après les archéologues, l'ensemble des édifices juifs subissent d'importantes dégradations à cette époque dans un climat d'antisémitisme encouragé par les décisions politiques du roi de France. Toutefois, l'usage du bassin comme d'un puits a probablement limité la destruction du mikvé. 
Les traces du mikvé sont redécouvertes sous une cave d'un immeuble d'habitation au début des années 1980. Les éléments sont restaurés et inaugurés par les autorités en 1985.
L'édifice est classé aux monuments historiques en 2004.
Une première série de fouilles a lieu sur le site en 2000.
Une seconde campagne débute à partir de 2009 jusqu'en 2010,,.
Une importante campagne de fouille archéologique est lancée en 2017 par une équipe de l'université d'Aix-Marseille. L'un des objectifs de cette campagne était la mise au jour d'un complexe synagogue - mikvé - maison d'aumône mentionné par d'anciens témoignages. Toutefois, les archéologues ne sont pas parvenus à trouver des éléments matériels de ce complexe, suggérant que les traces de ces bâtiments étaient probablement masquées par les constructions successives depuis la période médiévale et que l'antisémitisme de l'époque poussait probablement les juifs à construire des bâtiments peu ostentatoires.
Des visites du mikvé sont organisées dans le cadre des journées européennes du patrimoine,,.